# Quichuana borgmeieri
Quichuana borgmeieri är en tvåvingeart som beskrevs av Lane och Carrera 1944. Quichuana borgmeieri ingår i släktet Quichuana och familjen blomflugor. Inga underarter finns listade i Catalogue of Life.